# 弗拉基米尔·西皮亚金
弗拉基米尔·弗拉基米罗维奇·西皮亚金（羅馬化：Vladimir Vladimirovich Sipyagin；1970年2月19日—）是俄罗斯政治家和政治人物。他是2018年至2021年第四任弗拉基米尔州州长。 
2013年9月23日至2018年10月8日，他担任弗拉基米尔州立法议会土地政策、自然管理和生态委员会主席。

## 制裁
西皮亚金于2022年因俄乌战争而受到英国政府和美国财政部制裁。